# Ala Aérea Embarcada

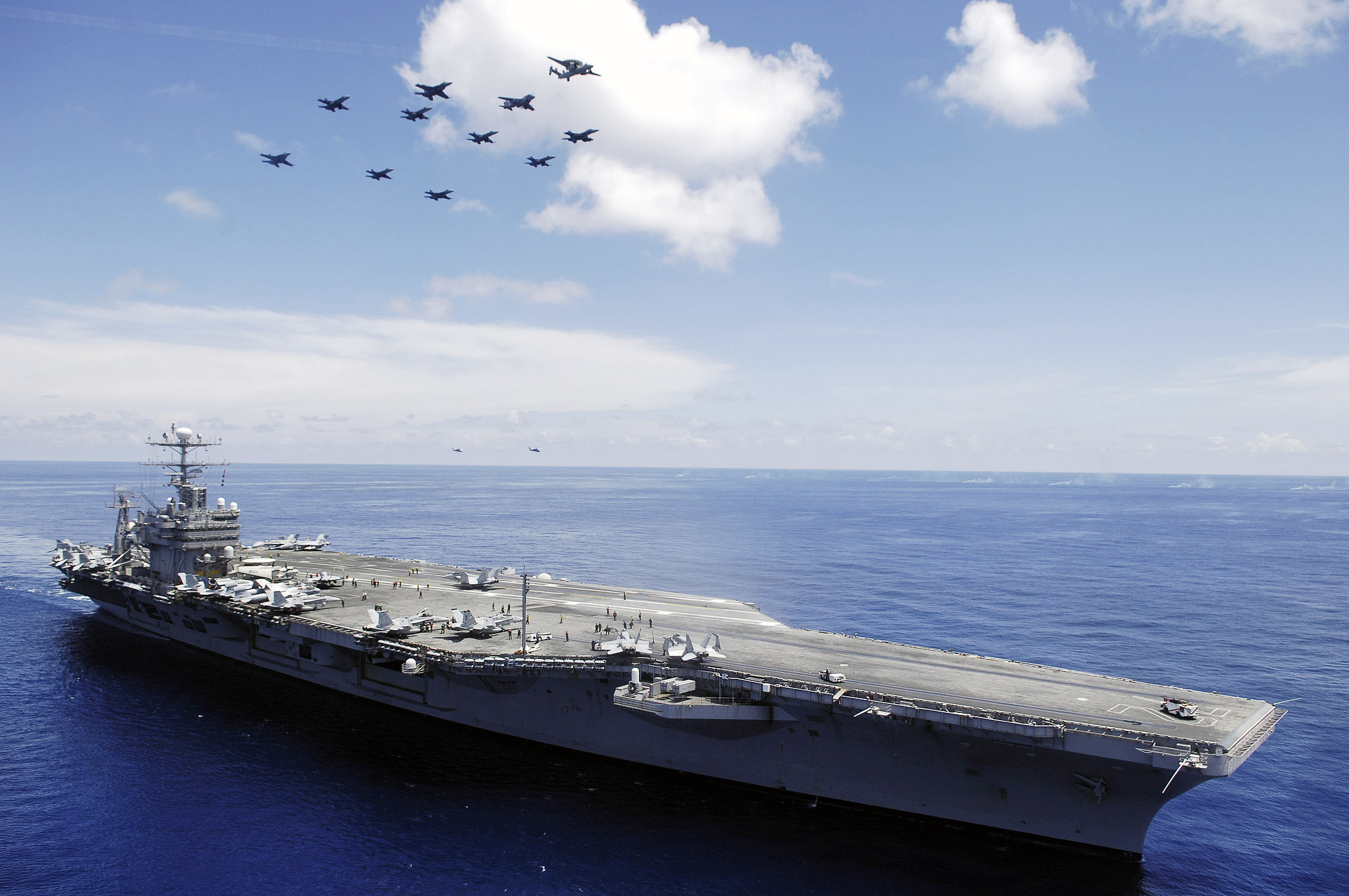
Aeronaves del Ala Aérea Embarcada Dos volando en formación sobre el portaaviones USS Abraham Lincoln.

Un ala aérea embarcada (en inglés: Carrier Air Wing, CVW) es una unidad de aviación naval compuesta de varios escuadrones de aeronaves y destacamentos de varios tipos de aeronaves de ala fija y ala rotatoria. Organizada, equipada y entrenada para realizar operaciones aéreas mientras se encuentran embarcadas en portaaviones
Los distintos escuadrones de un ala aérea tienen misiones diferentes y complementarias (y algunas veces solapadas), y proporcionan la mayor parte de las capacidades de ataque y de guerra electrónica de un Grupo de Batalla de Portaaviones. Mientras que el término CVBG aún es utilizado por otros países, el concepto CVBG, que es de origen estadounidense, ahora se le denomina como Grupo de Ataque de Portaaviones.
Hasta el año 1963, las Alas Aéreas Embarcadas eran conocidas como Grupos Aéreos Embarcados. Mientras que las Alas Aéreas Embarcadas son lo que la Fuerza Aérea de Estados Unidos llamaría alas “compuestas”, y no deberían ser confundidas con las Alas Tipo de la Armada (tal como el Ala de Caza y Ataque del Atlántico), que principalmente son mandos administrativos y de entrenamiento compuestos del mismo tipo de aeronaves basadas en portaaviones cuando estas no se encuentran desplegadas. 
Las Alas Aéreas Embarcadas se integran estrechamente con los grupos de combate de portaaviones a los cuales se encuentran asignadas, formando un "equipo de ala aérea/portaaviones" que entrena y se despliegan en forma conjunta. Actualmente hay diez Alas Aéreas Embarcadas en la Armada de Estados Unidos, cuatro acuarteladas en la Estación Aeronaval de Oceana, Virginia, y cinco acuarteladas en la Estación Aeronaval de Lemoore, California, y una desplegada en las Instalaciones Aeronavales de Atsugi, Japón. 
Adicionalmente a los escuadrones de aviación localizados en la NAS de Oceana y en la NAS de Lemoore, las alas aéreas basadas en el territorio continental de Estados Unidos obtienen escuadrones adicionales desde Estación Aeronaval de Whidbey Island, Washington; Estación Aeronaval de Point Mugu, NAS North Island y MCAS Miramar en California; Estación Aeronaval de Jacksonville, Florida; MCAS Beaufort, Carolina del Sur; MCAS Cherry Point, Carolina del Norte y la NS Norfolk/Chambers Field, Virginia. Estas alas aéreas son ocasionalmente reasignadas a diferentes portaaviones considerando los programas de mantenimiento de estos. Un Ala Aérea moderna consiste de aproximadamente 2500 hombres y entre 60 a 65 aeronaves.

## Orígenes

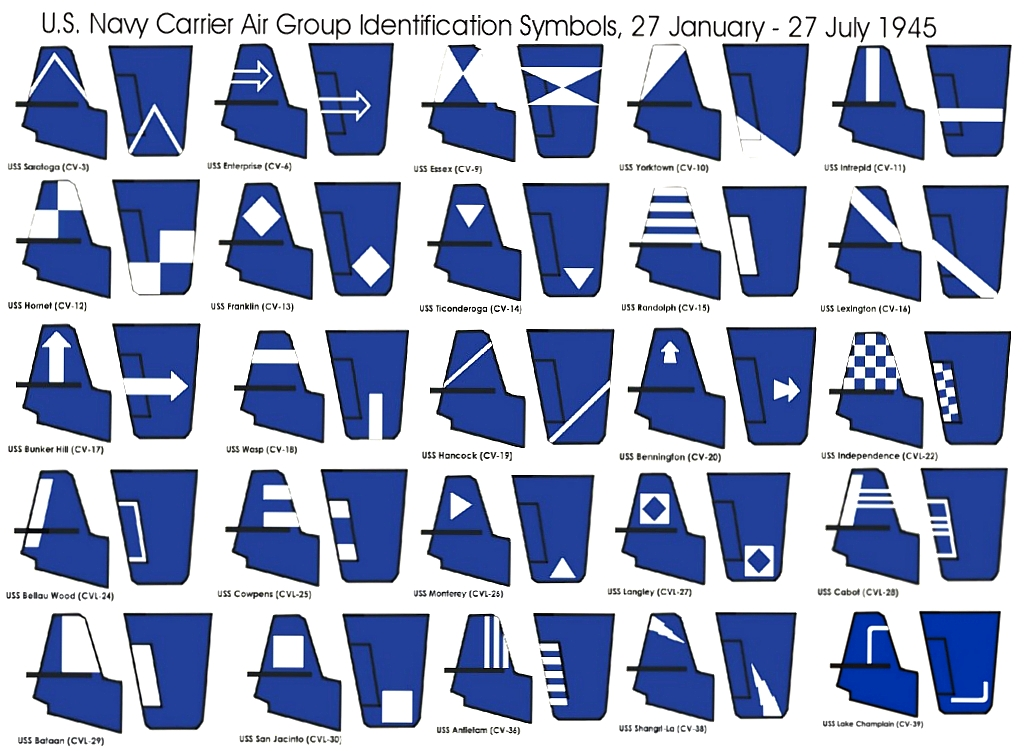
El sistema de identificación visual del año 1945.

Los primeros Grupos Aéreos Embarcados (como eran llamados entonces) fueron activados en el año 1937. Inicialmente, el comandante del grupo aéreo (conocido como el "CAG") era el oficial comandante más antiguo de los escuadrones embarcados y se esperaba que debía liderar personalmente todas las principales operaciones de ataque, coordinando en combate los ataques de los aviones de caza, bombardeo y torpederos del portaaviones. El CAG era un jefe de departamento que reportaba al oficial comandante del portaaviones.
Entre julio de 1937 y hasta mediados del año 1942 estaban asignados permanentemente a y se identificaban por el portaaviones al que pertenecían, los grupos de escuadrones eran numerados de acuerdo con el número de casco del portaaviones. Por ejemplo, el Grupo Aéreo Enterprise, asignado al USS Enterprise (CV-6), estaban todos numerados con el número "6": Escuadrón de Combate (VF) 6, Escuadrón de Bombardeo (VB) 6, etc. Desde el año 1942, se inició la designación numérica de los grupos aéreos, el primero siendo el Grupo Aéreo Embarcado 9 (CVG-9), creado el 1 de marzo de 1942. Por un tiempo, le fueron asignados números únicos de acuerdo con el número de casco del portaaviones al cual estaban asignados (por ejemplo, el Grupo Aéreo Enterprise era el CAG-6). Este esquema de numeración pronto se vio desechado ya que los grupos embarcados (ahora abreviados CVG) eran movidos frecuentemente de portaaviones a portaaviones. En ese momento, los grupos embarcado simplemente retuvieron su designación numérica no importando el portaaviones al cual estuvieran asignados.
El primer sistema formal para la identificación de los grupos aéreos, conocido como Sistema de Identificación Visual para Aviones Navales, fue creado en enero de 1945. Este consistía de símbolos geométricos que identificaban al portaaviones matriz, no al grupo aéreo. Como existían demasiados portaaviones y los símbolos eran difíciles de recordar o de describir por radio, un sistema que usaba letras únicas o dobles fue introducido en julio de 1945. Sin embargo, las letras aún identificaban al portaaviones no al grupo aéreo. Se conocen las siguientes identificaciones:
- USS Saratoga (CV-3): CC
- USS Enterprise (CV-6): M
- USS Yorktown (CV-10): RR
- USS Hornet (CV-12): S
- USS Ticonderoga (CV-14): V
- USS Randolph (CV-15): L
- USS Lexington (CV-16): H
- USS Wasp (CV-18): X
- USS Hancock (CV-19): U
- USS Bennington (CV-20): TT
- USS Monterey (CVL-26): C
- USS Shangri-La (CV-38): Z

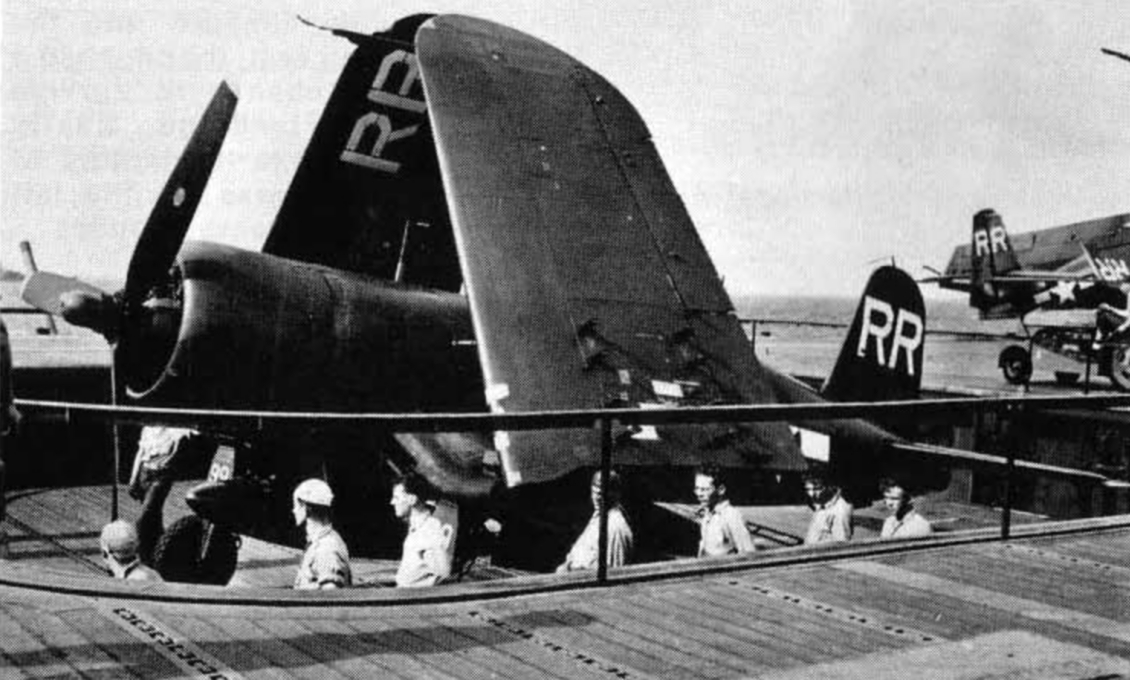
Un FG-1D Corsair del VBF-88 mostrando el código de letras introducido en julio de 1945.

Se sabe que el Shangri-La reemplazó su número de caso "38" pintado en la cubierta de vuelo delantera por la letra de identificación de su grupo aéreo "Z". Debido al desarrollo de los combates y el final de la guerra, se utilizó una mezcla de códigos de identificación hasta finales de 1945. Comenzando a finales de 1946, las letras identificaban al grupo aéreo embarcado y no al portaaviones. El uso de letras únicas fue discontinuado en el año 1957.

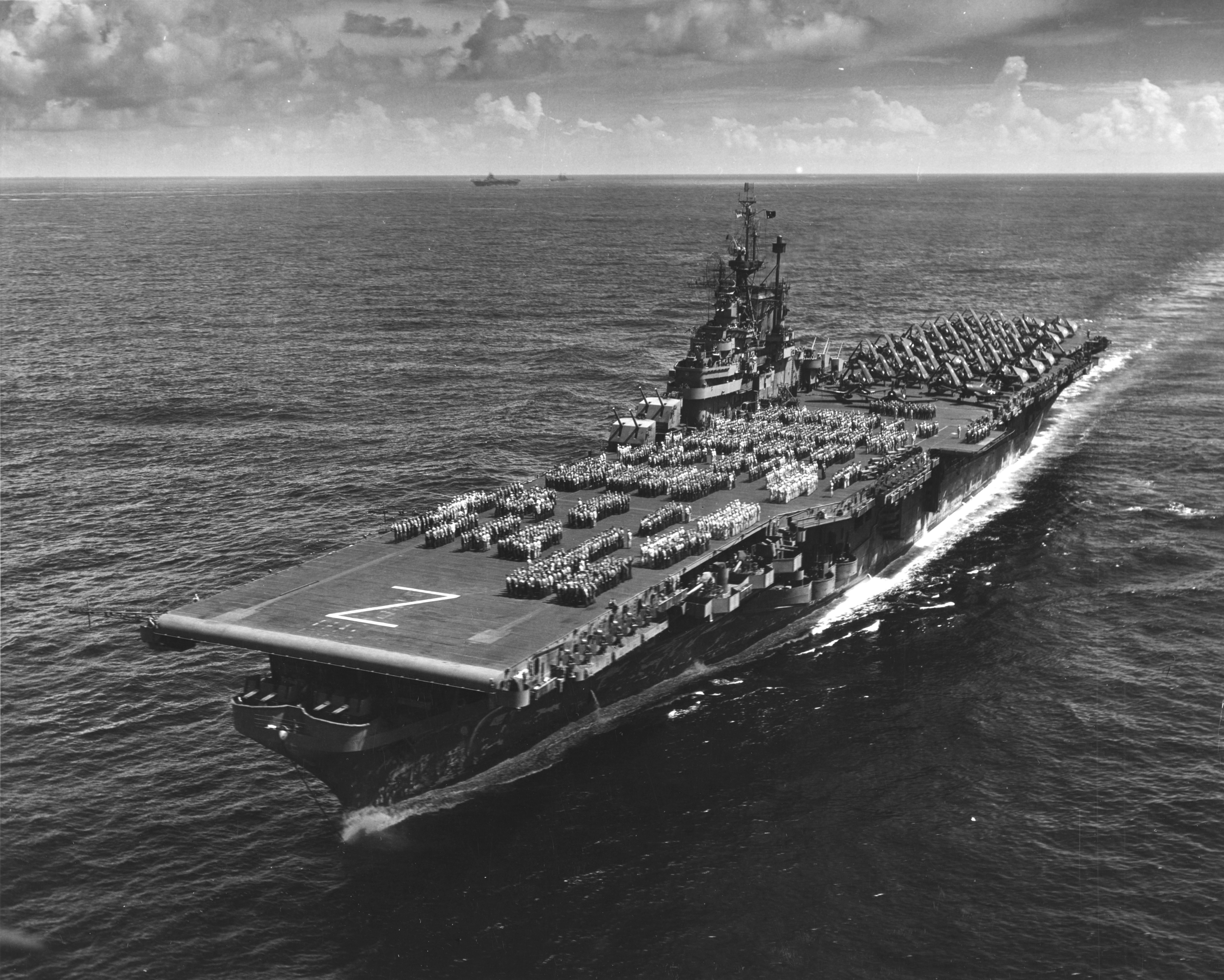
El USS Shangri-La (CV-38) con su tripulación formada en la cubierta de vuelo, 17 de agosto de 1945. Se puede ver la letra de identificación del grupo aéreo "Z" en vez de su número de casco "38".

El 15 de noviembre de 1946, para corregir los resultados de la desmovilización que había dejado los números de los escuadrones fuera de secuencia, cambios radicales se hicieron a las designaciones de las unidades aéreas. Los Grupos Aéreos Embarcados de cuatro tipos fueron designados de acuerdo con al buque al cual estaban asignados, como CVBG para Portaaviones de Batalla, CVG para Portaaviones de Ataque, CVLG para Portaaviones Ligeros y CVEG para Portaaviones de Escolta. Dos años más tarde, el 1 de septiembre de 1948, todos los grupos aéreos embarcados se convirtieron en CVG sin importar el portaaviones al cual estaban asignados.
El 20 de diciembre de 1963, los Grupos Aéreos Embarcados fueron renombrados como Alas y el acrónimo CVG se convirtió en CVW. Los Grupos Aéreos de Reemplazo, que fueron organizados en el año 1958, se convirtieron en los Grupos Aéreos de Preparación para el Combate el 1 de abril de 1963. A menudo llamados por sus títulos resumidos RAG y CRAG en los respectivos períodos, su designación a lo largo de este periodo fue RCVG. Cuando los Grupos se convirtieron en Alas, CRAG se convirtió en CRAW y el RCVG pasó a ser RCVW.
Entre 1960 y 1974 la Armada de Estados Unidos también operó Grupos Aéreos Anti-Submarinos Embarcados. Normalmente estos consistían en dos escuadrones de aeronaves de ala fija antisubmarinas (VS), un escuadrón de helicópteros antisubmarinos (HS) y dos escuadrones más pequeños o destacamentos de escuadrones de 3 a 4 aeronaves para alerta aérea temprana (VAW) y de autodefensa (VA, VMA, VSF, VF).
Previo al año 1983, los CAG normalmente eran aviadores de mando pos-escuadrón en el rango de comandante que normalmente serían promovidos a capitán mientras se encontraban al mando y subsecuentemente continuarían para estar al mando de una embarcación de apoyo de gran calado seguido por un mando de un portaaviones una vez que ellos alcanzaran la suficiente antigüedad en el rango de capitán. En el año 1983, el Secretario de la Armada John Lehman elevó al CAG a la misma posición que el capitán del portaaviones en el cual el ala aérea se encontrara embarcada, con ambos oficiales reportando directamente al oficial abanderado embarcado que fuera el comandante del Grupo de Batalla de Portaaviones. El CAG fue entonces llamado como un "Súper CA". Posteriormente un capitán ligeramente con menos antigüedad fue agregado para actuar como el vice CAG, donde el DCAG asiste al CAG hasta que eventualmente "flota" a la posición del CAG. Este sistema aún está funcionando, aunque el término "Súper CAG" pronto se cambiará al tradicional "CAG".

## Segunda Guerra Mundial

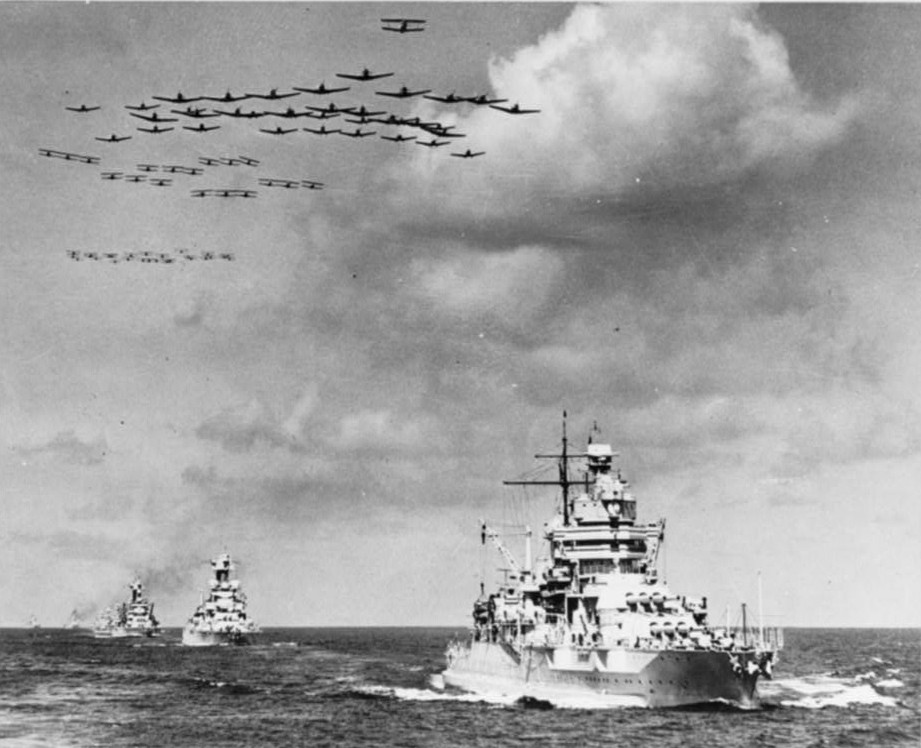
Un Grupo Aéreo Embarcado sobre acorazados en el año 1940.

La composición típica de un grupo aéreo a bordo de los portaaviones de la clase Yorktown, al comienzo de la Segunda Guerra Mundial, consistía aproximadamente de 72 aviones:
- 1 escuadrón de cazas (VF) compuesto de 18 Grumman F4F Wildcat
- 1 escuadrón de bombarderos (VB) compuesto de 18 Douglas SBD Dauntless bombarderos en picado
- 1 escuadrón de exploración (VS) compuesto de 18 bombarderos en picada Douglas SBD Dauntless
- 1 escuadrón de torpederos (VT) compuesto de 18 Douglas TBD Devastator, TBF o TBM bombardero torpederos

Durante el curso de la guerra en el Pacífico las composiciones de los grupos aéreos cambiaron drásticamente. Los escuadrones de exploración fueron abandonados a principios del año 1943 y la cantidad de aviones de caza fue aumentando continuamente. En el año 1943, los portaaviones de la clase Essex normalmente llevaban 36 aviones de caza, 36 bombarderos y 18 torpederos.
Para el final de la Segunda Guerra Mundial, un grupo aéreo Essex típico consistía en más de 100 aviones, consistiendo de:
- 1 escuadrón con 18 cazas F6F
- 4 escuadrones con 72 cazas/bombarderos F4U
- 1 escuadrón con 12 torpederos/bombarderos TBM Avenger[8]

## Guerra de Corea y Guerra Fría (1950-1953)

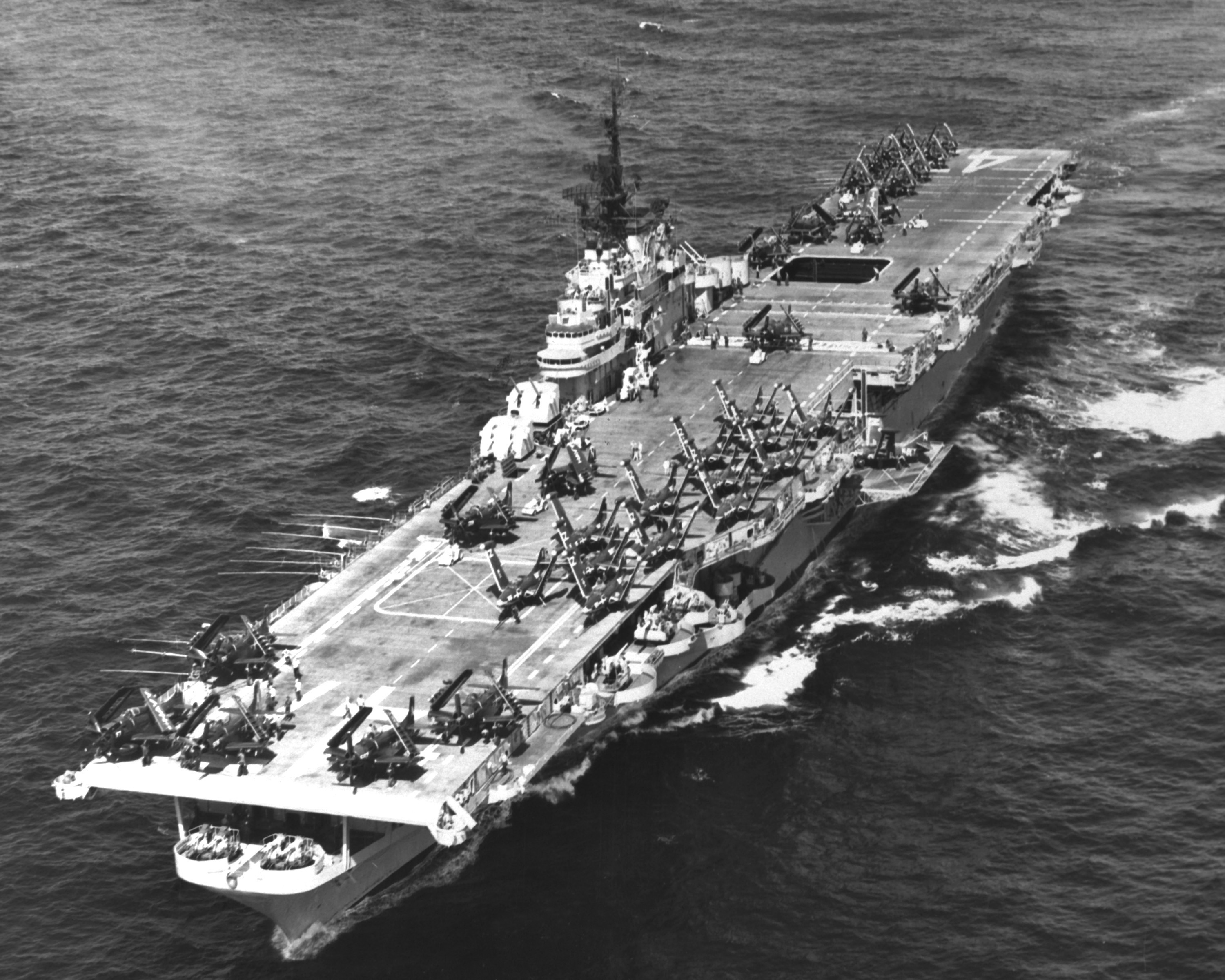
El CVG-9 a bordo del USS Philippine Sea (CV-47), 1953.

Los Grupos Aéreos Embarcados normalmente tenían cuatro escuadrones de cazas con 58 aviones y un escuadrón de ataque con 14 aviones.
- 2 a 3 escuadrones de cazas/cazabombarderos a reacción volando F9F Panther
- 1 a 2 escuadrones de cazas con motor de pistón volando F4U Corsair
- 1 escuadrón de ataque volando AD Skyraider

Novedades a las alas aéreas en el período de la Guerra Fría después de la guerra de Corea y justo antes de la guerra de Vietnam fueron los escuadrones especializados de aviones para ataque pesado/ataque nuclear (VAH), reconocimiento fotográfico (VAP/VFP, RVAH), alerta temprana aerotransportada (VAW), ataque medio todo clima (VA), cazas avanzados biplazas (VF), contramedidas electrónicas (VAQ) y helicópteros (HC, HS).

## Guerra de Vietnam (1964-1973) y Guerra Fría (1959-1973)
Durante la guerra de Vietnam las Alas Aéreas Embarcadas de Ataque normalmente consistían de aproximadamente 70 aeronaves, incluyendo dos escuadrones de caza y tres escuadrones de ataque, más escuadrones y destacamentos especializados (VAW, VAQ, RVAH o VFP, VQ, HC o HS).

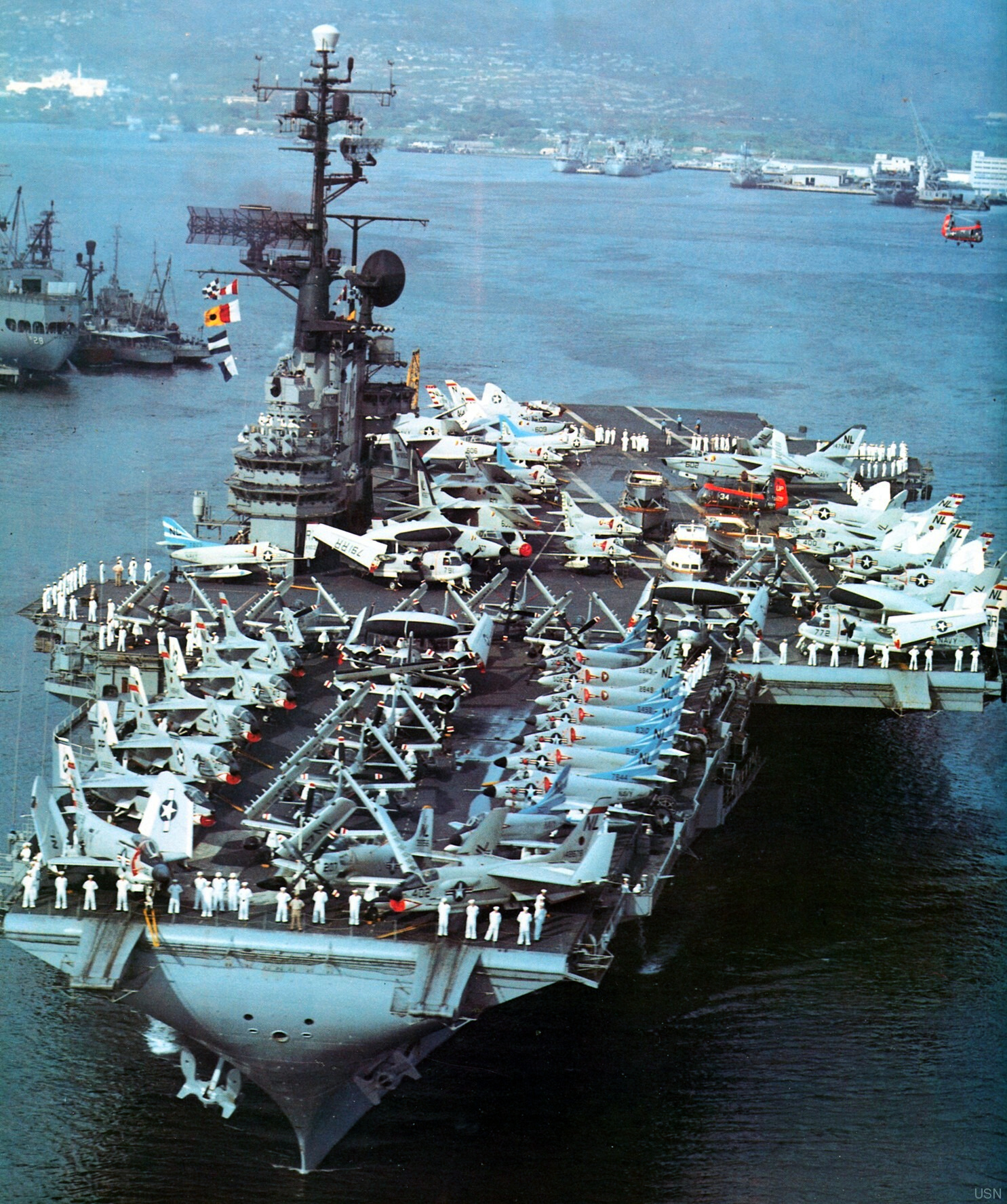
El CVG-15 a bordo del Coral Sea, 1963.

En el año 1965, un Ala Aérea Embarcada normalmente consistía de:
- 2 escuadrones de caza (VF) equipados con F-8 Crusader o F-4 Phantom II
- 2 escuadrones de ataque ligero (VA) equipados con A-4 Skyhawk
- 1 escuadrón de ataque (VA) equipado con A-1 Skyraider o A-6 Intruder
- 1 escuadrón de ataque pesado (VAH) equipado con A-3 Skywarrior o A-5 Vigilante
- 1 destacamento de escuadrón fotográfico ligero (VFP) equipado con RF-8 Crusader o 1 destacamento de escuadrón de reconocimiento de ataque (RVAH) equipado con RA-5C Vigilante
- 1 destacamento de escuadrón de alerta aérea temprana (VAW) equipado con 2 a 3 E-1 Tracer

Para el final de la guerra de Vietnam en el año 1973, una típica ala aérea consistía de aproximadamente 90 aeronaves:
- 2 escuadrones de caza (VF) equipados con F-4 Phantom II o F-8 Crusader (estos últimos en los portaaviones de la clase Essex)
- 2 escuadrones de ataque ligero (VA) equipados con A-7 Corsair o A-4 Skyhawk
- 1 escuadrón de ataque medio/todo clima (VA) equipado con A-6 Intruder
- 1 escuadrón de guerra electrónica (VAQ) equipado con EKA-3B Skywarrior (también servían como tanqueros de reabastecimiento aéreo de combustible) o EA-6B Prowler
- 1 escuadrón de alerta aérea temprana (VAW) equipado con 3 a 4 E-2 Hawkeye
- 1 escuadrón de reconocimiento de ataque (RVAH) equipado con 3 a 6 RA-5C Vigilante en la clase Forrestal y portaaviones más grandes, o un destacamento de RF-8G Crusader de un escuadrón de reconocimiento fotográfico ligero (VFP)
- Destacamentos de SH-3 o UH-2 provenientes de un escuadrón de helicópteros de apoyo al combate (HC)

Un Grupo Aéreo Antisubmarino (en inglés: Anti-Submarine Air Group, CVSG) a bordo de los portaaviones de guerra antisubmarina de la clase Essex (CVS) operaban cinco escuadrones:
- 2 escuadrones antisubmarinos (VS) equipados con S-2 Tracker
- 1 escuadrón de helicópteros antisubmarinos (HS) equipados con SH-3A Sea Kings
- 1 escuadrón de alerta temprana (VAW) con 4 E-1 Tracer
- un destacamento de 4 A-4 Skyhawk para autodefensa provistos por varios escuadrones de la Armada o del Cuerpo de Infantería de Marina (VSF, VA, VMA, H&MS)

Entre el año 1969 y el año 1977, una cantidad de alas aéreas embarcadas fueron dadas de baja en el ajuste posterior a la guerra de Vietnam: la 10.ª Ala Aérea Embarcada el 20 de noviembre de 1969, el 12.ª Ala Aérea Embarcada de Alistamiento el 1 de junio de 1970, la 4.ª Ala Aérea Embarcada de Alistamiento el 1 de julio de 1970, la 16.ª Ala Aérea Embarcada el 30 de junio de 1971, la 21.ª Ala Aérea Embarcada el 12 de diciembre de 1975 y la 19.ª Ala Aérea Embarcada el 30 de junio de 1977.

## Guerra Fría (1974 - 1990) y la Invasión de Granada (1983)

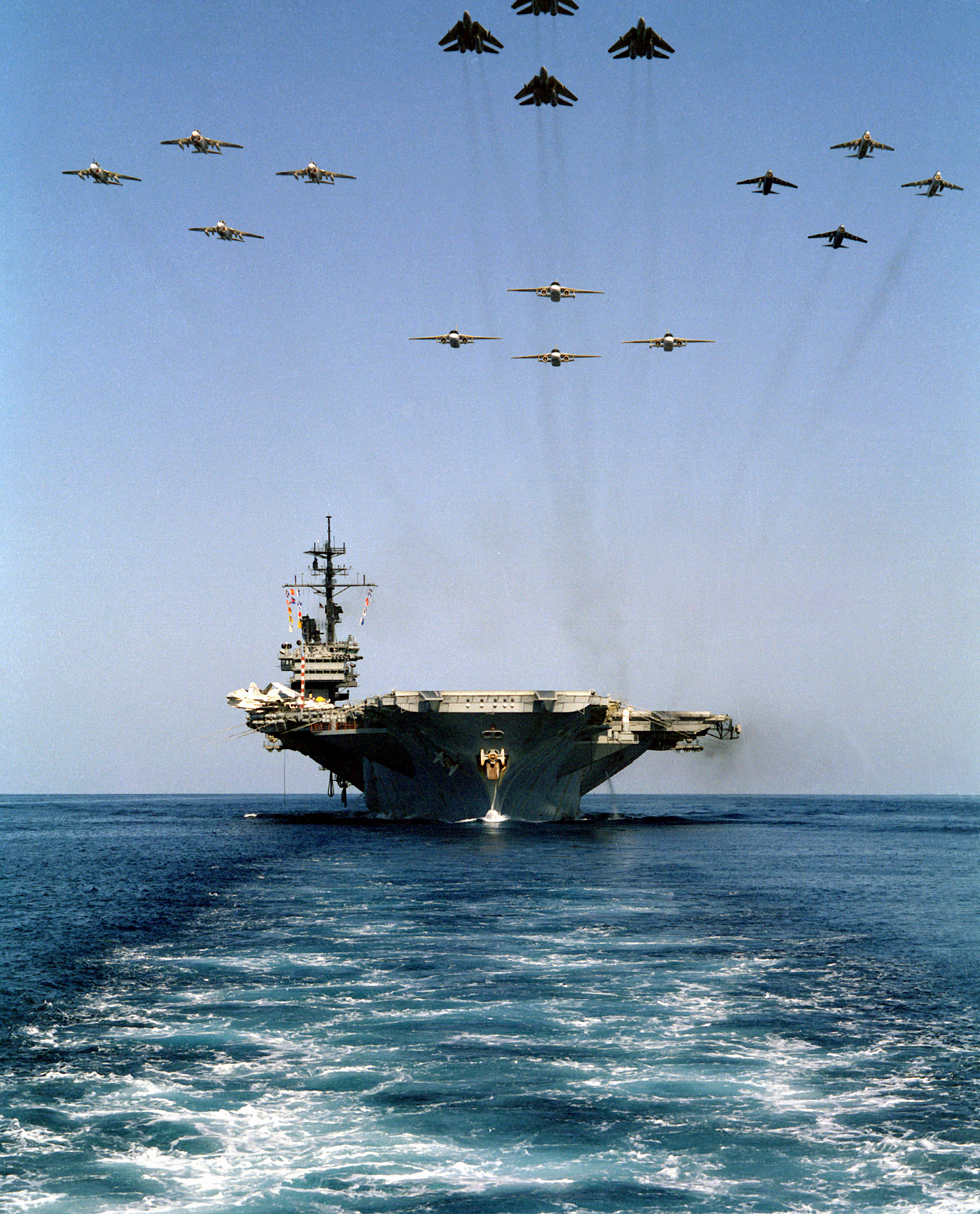
La CVW-1 sobre el USS America (CV-66) en el año 1983.

Para principios de la década de 1980, las ala aéreas típicas estaban reemplazando los F-4 por F-14 Tomcat en los portaaviones de las clases Forrestal, Kitty Hawk, Enterprise y Nimitz y/o F/A-18 Hornet en los portaaviones de la clase Midway. Los A-7 estaban siendo reemplazados con F/A-18, mientras que los tanqueros KA-6D y los bombarderos A-6E con contenedores de reabastecimiento aéreo habían reemplazado a los A-3 como tanqueros, y los EA-6B Prowler habían reemplazado en la mayoría de las veces a los EA-3 en la misión VAQ, aunque destacamentos de EA-3 de los escuadrones de reconocimiento aéreo de la flota (VQ) aún estaban presentes hasta finales de la década de 1980 como aviones de inteligencia electrónica hasta que fueron reemplazados por los ES-3A Shadow en la misión VQ a bordo de los portaaviones.
- 2 escuadrones de caza (VF) con 12 F-4 o F-14 o 2 escuadrones de caza y ataque (VFA) con 12 F/A-18
  - los escuadrones de caza y ataque de la infantería de marina (VMFA) con F-4 o F/A-18 podían ocasionalmente substituir a escuadrones VF o VFA
- 2 escuadrones de ataque (VA) con 12 A-7E o 2 escuadrones de caza y ataque con 12 F/A-18
- 1 escuadrón de ataque en todo clima (VA) con 10-12 A-6E (incluyendo 4 tanqueros KA-6D)
  - los escuadrones de ataque medio - todo clima de la infantería de marina (VMA(AW)) equipados con A-6E podían ocasionalmente substituir a un escuadrón medio VA
- 1 escuadrón de alerta temprana (VAW) con 4-6 E-2C
- 1 escuadrón de guerra electrónica táctica (VAQ) o escuadrón de guerra electrónica táctica de la infantería de marina (VMAQ) con 4 EA-6B
- 1 escuadrón antisubmarino (VS) con 10 Lockheed S-3A Viking
- 1 escuadrón de helicópteros antisubmarino (HS) con 6 SH-3H Sea King
- 1 destacamento de aviones EA-3B ELINT proveniente de un escuadrón de reconocimiento aéreo de flota (VQ)
- 1 destacamento de RF-8G de un escuadrón de reconocimiento fotográfico ligero (VFP) o RF-4 de un escuadrón de reconocimiento fotográfico de la infantería de marina (VMFP)
  - si uno de los escuadrones de F-14 era capaz de usar el Sistema de Contenedores de Reconocimiento Aéreo Táctico (en inglés: Tactical Air Reconnaissance Pod Systems, TARPS), el destacamento VFP o VMFP serían eliminados

El 1 de marzo de 1984, se creó la 13.ª Ala Aérea Embarcada. Entre el 1 de octubre de 1985 y el 30 de septiembre de 1989 el ala realizó tres despliegues a bordo del Coral Sea. La 10.ª Ala Aérea Embarcada fue vuelta a organizar el 1 de noviembre de 1986 durante 18 meses, pero luego vuelta a desguazar en marzo de 1988.

## Guerra del Golfo (1991) y guerras posteriores a la Guerra Fría (1992-2000)

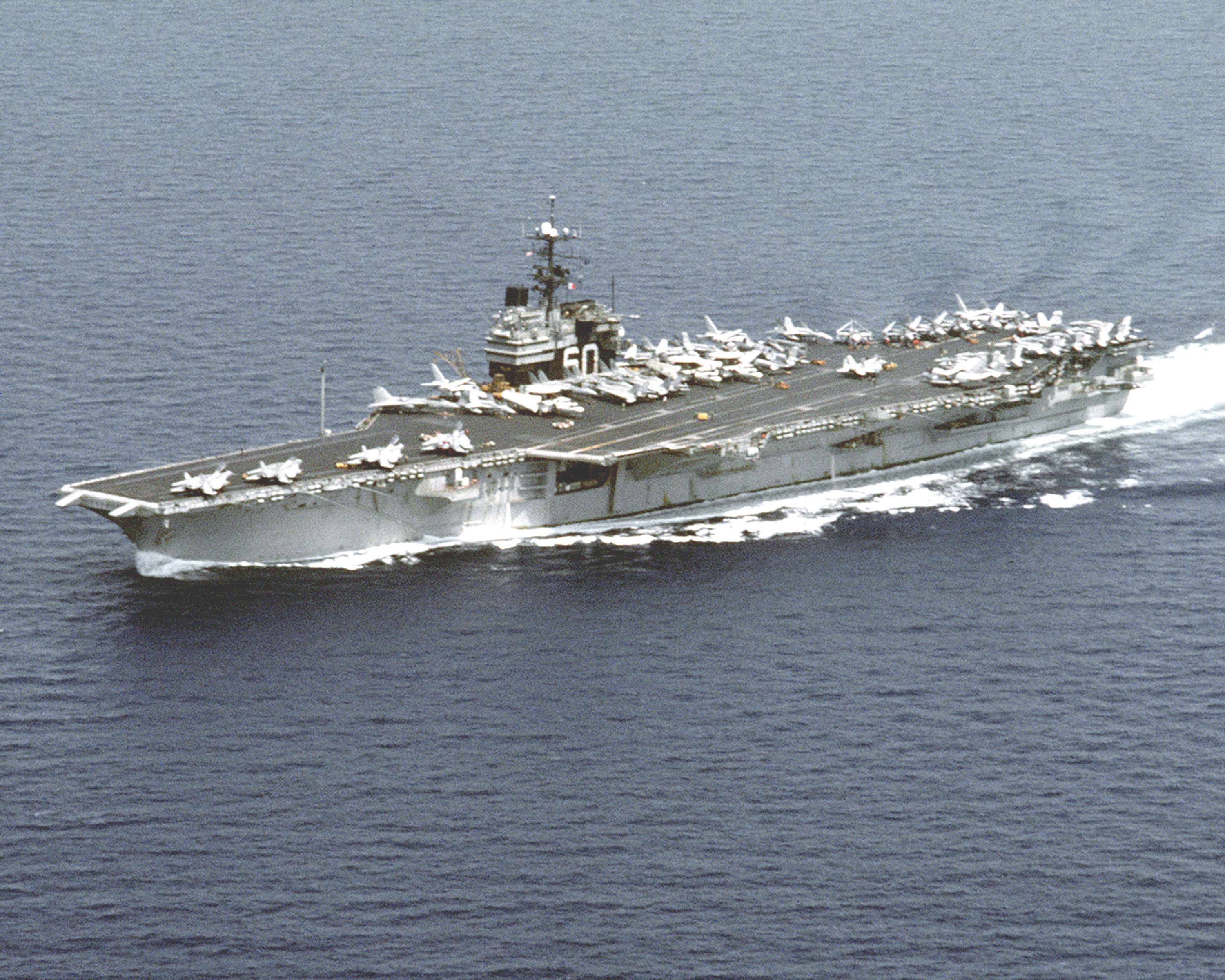
El CVW-17 a bordo del USS Saratoga (CV-60) en el año 1992.

La guerra del Golfo marcó el uso concentrado de alas aéreas embarcadas más grande desde la Segunda Guerra Mundial. Todos los F-4 habían sido retirados y casi todos los A-7E habían sido reemplazados con F/A-18 Hornet.
- 2 escuadrones de caza (VF) con 10-12 F-14 Tomcat, incluyendo aparatos de reconocimiento fotográfico equipados con TARPS, o 2 escuadrones de caza y ataque (VFA) con 12 F/A-18 Hornet
- 2 escuadrones de caza y ataque (VFA) con 12 FA-18 Hornet
- 1 escuadrón de ataque medio (VA) con 10 A-6E (incluyendo tanqueros KA-6D)
- 1 escuadrón de alerta temprana (VAW) con 4-6 E-2C
- 1 escuadrón de guerra electrónica táctica (VAQ) con 4-6 EA-6B
- 1 escuadrón de guerra antisubmarina (VS) con 8 S-3A Viking
- 1 escuadrón de helicópteros antisubmarino (HS) con 6 SH-3H Sea King o 4 SH-60F y 3 HH-60H Seahawk
- 1 destacamento de aviones ELINT ES-3A Shadow provenientes de un escuadrón de reconocimiento aéreo de flota (VQ)
- 1 destacamento de aviones C-2A Greyhound para la misión de Carrier Onboard Delivery.

Entre 1991 y 1995, varias Tipos/Modelos/Series (T/M/S) de aeronaves fueron dados de baja del inventario activo (Regular de la Armada y la Reserva Aérea Naval), incluyendo al RF-8G Crusader, al A-7E Corsair II, al ES-3A Shadow y al A-6E y KA-6D Intruder. Mientras que algunos de estos retiros fueron debido a la obsolescencia (RF-8G) o por haber sido reemplazado por una aeronave más nueva (A-7E reemplazados por el F/A-18), otros lo fueron debido estrictamente a medidas presupuestarias posteriores a la Guerra Fría percibidas como el "Dividendo de la Paz" tomadas por parte de ciertos Secretarios de Defensa y el Congreso (A-6 Intruder), con aeronaves que aún tenían vida útil restante siendo prematuramente relegados a retiro. Otros T/M/S de aeronaves vieron la cantidad de escuadrones operacionales reducidas significativamente (F-14 Tomcat, E-2 Hawkeye) por razones presupuestarias similares. Durante el mismo período, otras tres alas aéreas embarcadas fueron desbandadas: la 13.ª Ala Aérea Embarcada de la Flota del Atlántico el 1 de enero de 1991, seguida por la 6.ª Ala Aérea Embarcada el 1 de abril de 1992 y la 15.ª Ala Aérea Embarcada de la Flota del Pacífico el 31 de marzo de 1995. Adicionalmente la 30.ª Ala Aérea Embarcada de Reserva (CVWR-30) de la Reserva Naval de Estados Unidos fue desbandada el 31 de diciembre de 1994.

## Guerra de Irak (2003)

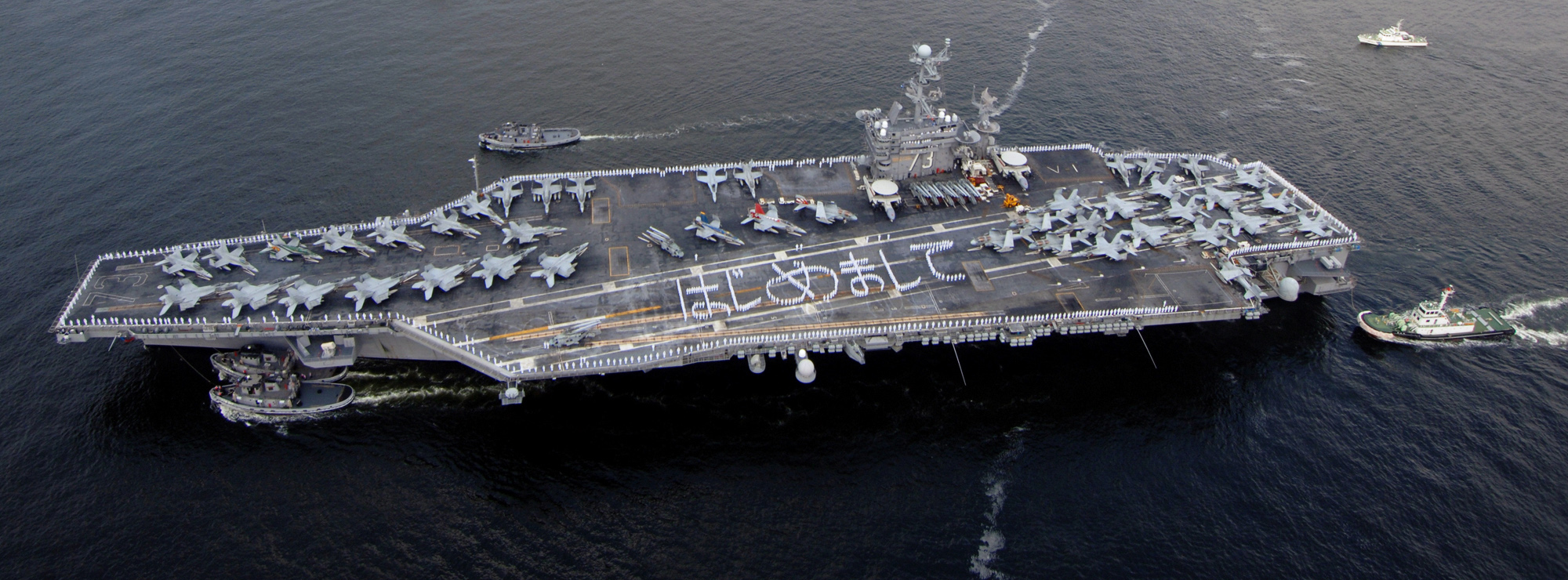
El CVW-5 a bordo del USS George Washington (CVN-73), 2008.

Para el año 2003, los A-6 habían sido retirados con sus deberes como tanqueros siendo asumidos por los S-3, los ES-3 habían sido retirados, y los F-14 más viejos estaban siendo retirados, y con los F/A-18 E/F Super Hornet también estaban reemplazando 1 escuadrón de F/A-18C Hornet.
- 1 escuadrón de caza (VF) con 10 F-14A/B/D o 1 escuadrón de caza y ataque (VFA) con 12 F/A-18F Super Hornet
- 1 escuadrón de caza y ataque (VFA) con 12 F/A-18C Hornet o 12 F/A-18E Super Hornet
- 2 escuadrones de caza y ataque (VFA) o escuadrones de caza y ataque de infantería de marina (VMFA) con 12 F/A-18C Hornet
- 1 escuadrón de alerta temprana (VAW) con 4 E-2C
- 1 escuadrón de guerra electrónica táctica (VAQ) con 4-5 EA-6B
- 1 escuadrón de control marítimo (VS) con 8 S-3B (principales tanqueros de reabastecimiento aéreo)
- 1 escuadrón de helicópteros antisubmarino (HS) con 6 SH-60F y 2 HH-60H
- 1 destacamento de C-2A Greyhound para la misión de Entrega A bordo de Portaaviones (COD)

La desactivación de la 14.ª Ala Aérea Embarcada estaba planificada para el año 2012. Sin embargo, la Armada de Estados Unidos ordenó a la Flota del Pacífico y las Fuerzas Aéreas Navales detener y revertir el proceso de desactivación de la 14.ª Ala Aérea Embarcada en un meno fechado el 20 de marzo de 2012. Debido a restricciones presupuestarias, la CVW-14 fue desactivada en el año 2013.

## Organización

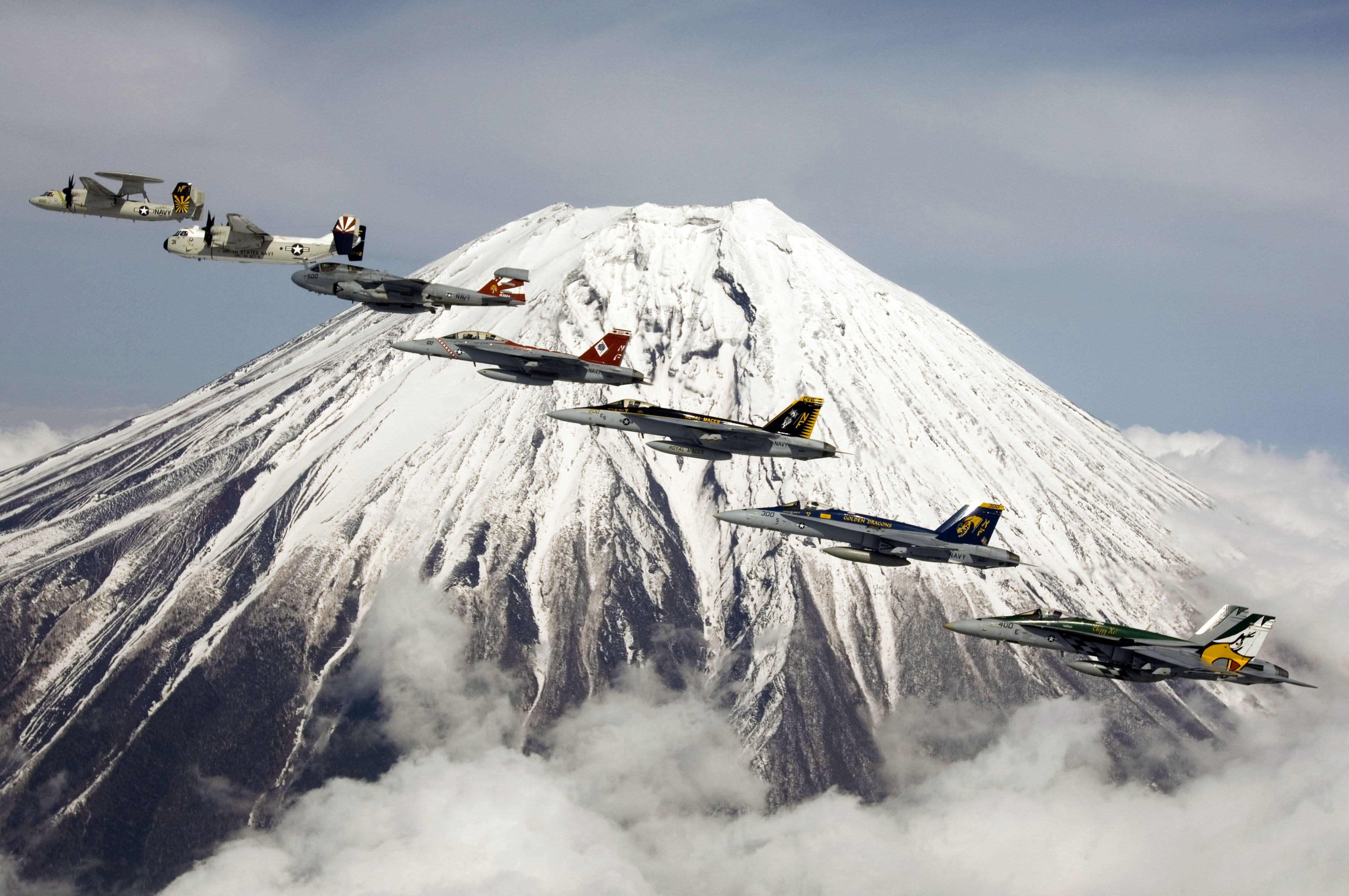
Aviones de la 5.ª Ala Aérea Embarcada en el año 2007.

Un ala aérea embarcada tiene una pequeña dotación de mando consistente de entre 16 a 20 oficiales y de aproximadamente 20 reclutas. Está encabezado por el "CAG" (Comandante, Grupo Aéreo, del inglés: Commander, Air Group — un término heredado de un término previo para el Ala Aérea) quien es un capitán de la Armada o un coronel del Cuerpo de Marines con una especialidad aeronáutica ya sea como Aviador Naval o como Oficial de Vuelo Naval. Aunque eligible, las asignaciones de la infantería de marina a las posiciones de "CAG" o "DCAG" normalmente están limitadas a un Ala Aérea Embarcada.
El segundo al mando es el Vicecomandante, también un capitán de la Armada o un coronel de la infantería de marina aviador naval u oficial de Vuelo Naval, quienes "flota" a la posición de CAG después de 18 meses. También en el personal hay un Oficial de Operaciones (normalmente un comandante o teniente comandante), una cantidad de especialista de guerra (normalmente tenientes comandantes o tenientes), dos oficiales de señales de aterrizaje de ala, un oficial de inteligencia y un oficial de mantenimiento. El personal del ala aérea a menudo es aumentado con personal del escuadrón, tal como los oficiales de inteligencia del escuadrón. El CAG reporta a un contralmirante en la posición de Comandante, Grupo de Ataque de Portaaviones y es coigual en posición al Oficial Comandante del portaaviones así como del Comandante embarcado del Escuadrón de Destructores y el oficial comandante del crucero lanzamisiles asignado. El CAG sirve como el Comandante de Guerra de Ataque del Grupo de Ataque, responsable por todas las operaciones de ataque ofensivas (incluyendo los misiles Tomahawk. Normalmente los CAG están calificados para volar al menos dos tipos de aviones del inventario del Ala Aérea Embarcada.
La composición del ala aérea está diseñada para permitirle un amplio poder de ataque de centenares de kilómetros desde la posición del portaaviones, mientras que proporciona una defensa en profundidad desde la alerta aérea temprana y la detección de blancos aéreos, de superficie y submarinos. El ala aérea embarcada moderna de la Armada de Estados Unidos consiste de:
- 4 escuadrones de caza y ataque (VFA) con 12-14 F/A-18E/F Super Hornet; o 10-12 F/A-18C Hornet. La mezcla típica es de 1 escuadrón F/A-18F (biplaza) Super Hornet y una mezcla de 3 escuadrones de F/A-18E Super Hornet monoplazas y/o F/A-18C Hornet. En tres alas aéreas uno de los escuadrones de F/A-18C Hornet es un escuadrón de caza y ataque de la infantería de marina (VMFA).
- 1 escuadrón de ataque electrónico (VAQ) con 4 EA-6B Prowlers o 5 EA-18G Growler; eventualmente el EA-6B será reemplazado por el EA-18G en todas las alas aéreas.
- 1 escuadrón de alerta aérea temprana de portaaviones (VAW) con 4 E-2C Hawkeye;
- 1 escuadrón de helicópteros de combate marítimo (HSC) con 10 MH-60S Seahawk (de los cuales normalmente 2 a 4 están basados en destacamentos en otros buques del grupo de ataque)
- 1 escuadrón de helicópteros de ataque marítimo (HSM) con 11 MH-60R Seahawk (de los cuales normalmente 3 a 5 están basados en destacamentos en otros buques del grupo de ataque)
- 1 destacamento de un escuadrón de apoyo logístico de flota (VRC) con 2 C-2 Greyhound

## Alas Aéreas Embarcadas activas e identificación
Las alas aéreas de la Flota del Atlántico tienen una letra "A" como la primera letra de su identificación de código de cola, mientras aquellas de la Flota del Pacífico tienen una letra "N". La letra "A" o "N" es seguida por una letra que identifica en forma única al ala aérea (los aviones de la CVW-1, que son parte de la Flota del Atlántico, tienen un código de cola con las letras "AB").
| Ala aérea | Insignia | Código de cola | Portaaviones asignado    | Puerto base |
| --------- | -------- | -------------- | ------------------------ | ----------- |
| CVW-1*    |          | AB             | USS Theodore Roosevelt   | NAS Oceana  |
| CVW-2     |          | NE             | USS Ronald Reagan        | NAS Lemoore |
| CVW-3     |          | AC             | USS Harry S. Truman      | NAS Oceana  |
| CVW-5     |          | NF             | USS George Washington    | NAF Atsugi  |
| CVW-7     |          | AG             | USS Dwight D. Eisenhower | NAS Oceana  |
| CVW-8     |          | AJ             | USS George H. W. Bush    | NAS Oceana  |
| CVW-9     |          | NG             | USS John C. Stennis      | NAS Lemoore |
| CVW-11    |          | NH             | USS Nimitz               | NAS Lemoore |
| CVW-17    |          | NA             | USS Carl Vinson          | NAS Lemoore |

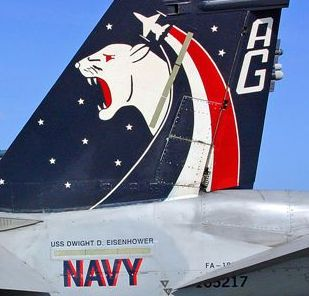
Las letras "AG" en la cola indica que este es un avión de la CVW-7 del Flota del Atlántico. También se indica el buque asignado bajo la cola.

La CVW-17 fue transferida desde la Flota del Atlántico (con el código de cola AA) a la Flota del Pacífico (con el código de cola NA) en el año 2012 y fue reasignada al USS Carl Vinson. El USS Enterprise fue dado de baja en diciembre de 2012; la CVW-1 fue reasignada al USS Theodore Roosevelt en el año 2013.

La actual ley sostiene 10 CVW; de los once portaaviones activos nominalmente (diez portaaviones activos después de dar de baja al USS Enterprise en diciembre de 2012 y hasta que el USS Gerald R. Ford este completado y activo en servicio), uno está cerca siempre de someterse a reabastecimiento de combustible y revisión y no tiene ala aérea asignada.
Con la inactivación de la CVWR-30 en el año 1994, la única Ala Aérea Embarcada de la Reserva de la Armada de Estados Unidos que queda era la Ala Aérea Embarcada de Reserva Veinte (CVWR-20). El 1 de abril de 2007 la CVWR-20 fue redesignada como Ala de Apoyo Táctico:
| Nombre oficial       | Insignia | Cuartel general                                              | Código de cola |
| -------------------- | -------- | ------------------------------------------------------------ | -------------- |
| Ala de Apoyo Táctico |          | Estación Aeronaval Conjunta Base de la Reserva de Fort Worth | AF             |